# Sfatul Țării (ziar, 1917–1920)
Sfatul Țării a fost un ziar din Republica Democratică Moldovenească înființat de Nicolae Alexandri în noiembrie 1917 ca publicație a organului legislativ Sfatul Țării. A fost primul cotidian din Basarabia.